# Sounds Of Unity and Love
Sounds Of Unity and Love (S.O.U.L.) fu una band di soul music e rhythm and blues fondata nel 1970 a Cleveland da musicisti autodidatti provenienti dal gospel. Il gruppo raccolse un enorme quanto fugace successo. Alla originaria formazione si aggiunse nel 1971 Larry Hancock (canto e organo). Poco dopo Bernard (Beloyd) Taylor sostituì Walter Winston alla chitarra, andando così a costituire il nucleo definitivo.
Il gruppo si mise in mostra nel 1970, partecipando ad un concorso musicale sponsorizzato dal May Company Department Store di Cleveland, la WHK Radio Station e, soprattutto, la Musicor Records. Con 1000 dollari (il primo premio) ed un contratto per un singolo in tasca, i S.O.U.L. incisero il loro primo 45 giri, Down in the Ghetto (1971), prodotto dalla TOP POP Recording Company (223 Kingston Avenue, Brooklyn, New York City).
Tale successo permise al gruppo, nei tre anni successivi, di incidere altri sei singoli e di scalare la RnB Top 50 Chart nell'estate del 1973.
Nel 1974 pubblicano il loro lavoro di maggior successo, What IT is, un LP contenente solo sette tracce, di cui tre brani dei S.O.U.L. e quattro cover di brani jazz e funk, che occupò per due mesi la Top 40 Album Spot della Billboard's Soul Album Chart. L'album venne pubblicato in Europa solo nei primi anni novanta dall'etichetta britannica BGP records.
Nel 1975, dopo un secondo album di successo (Can you feel IT?), il gruppo si sciolse. Taylor si recò a Los Angeles, dove, tra l'altro, scrisse Get Away per gli Earth, Wind & Fire (1976). Anche Hancock andò in California, registrando per la Decca Records ed entrando nei Platters. Gus Hawkins completò gli studi interrotti e divenne flebotomista alla Cleveland Clinic prima di trasferirisi ad Atlanta. Lovett e Stubblefield rimasero nel giro delle case discografiche come molti altri esponenti della soul music.

## Formazione
- Lee Lovett (basso)
- Gus Hawkins (sax, flauto)
- Paul Stubblefield (batteria)
- Walter Winston (chitarra), poi sostituito da Bernard (Beloyd) Taylor
- Larry Hancock (canto e organo)